# カツィナ
カツィナ (Katsina) はナイジェリア北部のカツィナ州の州都。ソコトの260km東、カノの135km北西に位置し、ニジェール国境が近い。2007年の人口は約45.9万人である。バンバラマメや綿、黍、モロコシの集散地である。ピーナッツ油や鉄も造られている。

## 宗教
イスラム教が多数派である。

## 民族
住民の多くはフラニ族やハウサ人である。

## 歴史
1100年頃、約21kmの城壁に囲まれたカツィナが設立された。
イスラム化以前のカツィナでは、「サルキ」と呼ばれる支配者は、失政をすると死刑になった。
13世紀前半に、アンブッタイ王が最初の王朝を拓いた。
1348年、カツィナ首長国初のムスリムのムハンマド・コラウ王が、旧カツィナ市の中心にギデン・コラウ王宮を建てた。
これは、ハウサランドではダウラ・カノ・ザッザウに並ぶ最古の宮殿の1つである。
16世紀末には、高名な学者を輩出するようになった。
17世紀～18世紀、カツィナはハウサ諸王国の商業の中心で、7つのハウサ人都市国家の中で最大だった。
18世紀中盤、内紛が起き何百人もの市民が殺害された。
1788年、強大なゴビル王国がマラディを征服し、カツィナに進軍した。
サルキン王がこれを撃退し、多くのゴビル人を殺害した。
ゴビル王国はルマ町を攻撃し、サルキン王を殺害した。
その後カツィナも攻撃された。
19世紀以前には、カツィナは広大な土地を治めていた。
南東にカノ、南にザッザウ、西にザムファラ、東にダウラ、北東にダマガラム、南東にビルニン・グワリと接していた。
主要都市はヤンゴト、ゴザキ、マスカ、タサワ、ガザワ、インガワ、マタズ、ルマ、クワタルクワシ、ビルニン・バカネ、カロフィ、マラディ、グウィワ、カネン・バカシェ等だった。
1801年、ゴゾ王はシャリーアに偏った政治をしたとして暗殺された。
1807年、フラニ戦争によってフラニ族に征服された。
1903年、アブバカル・ダン・イブラヒム王はイギリスに降伏し、北部ナイジェリア保護領に併合された。

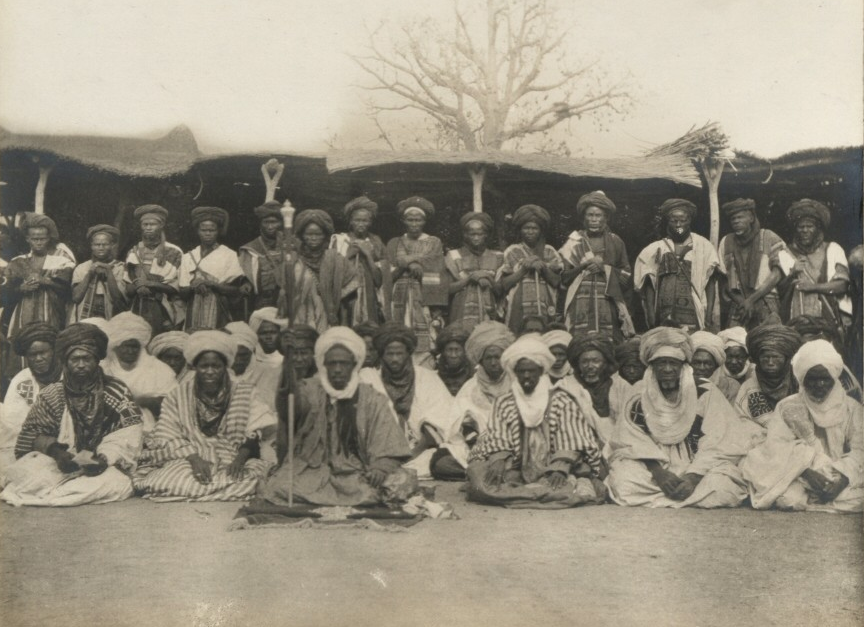
1911年、ムハンマドゥ・ディッコ首長と閣僚

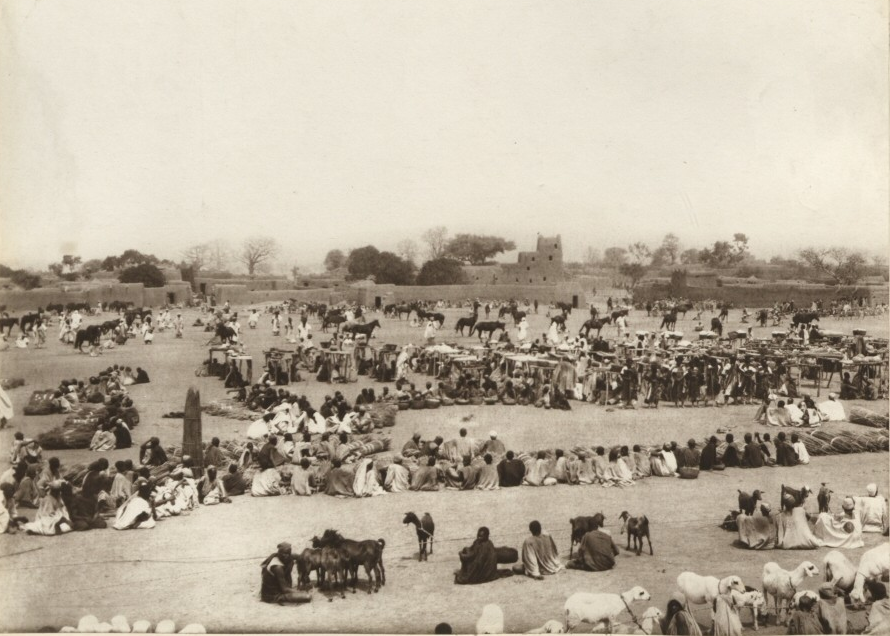
1911年、家畜市場

1914年、英領ナイジェリア植民地に移行した。
1950年代、北部ナイジェリア初の中学校が開校した。
1960年、ナイジェリアがイギリスから独立した。
カツィナは北部州に編入された。
1967年、新設された北部中央州に編入された。
1976年、新設されたカドゥナ州に編入された。
1991年、新設されたカツィナ州に編入され、州都になった。
現在の首長(アミール)はアルハジ・アブドゥルムミニ・カビル・ウスマンである。

## 教育
- カツィナ大学
- ウマル・ムサ・ヤル・アドゥア大学

## 気候
ステップ気候(Bsh)
に区分される。10月~4月までの間は乾季となり、ほとんど雨が降らず、湿度が低く乾燥した日が続く。乾季の終わりにあたる4月の日中は非常に高温となり、40℃近くまで上がる日も続く。雨季はおおよそ4か月と短いものの、8月を中心にまとまった降水が見られ、非常に多湿となる。一年を通じて日照に恵まれ、雨季の間も降水量の割に日照が多い。
| カツィナの気候               | カツィナの気候 | カツィナの気候 | カツィナの気候 | カツィナの気候 | カツィナの気候 | カツィナの気候 | カツィナの気候 | カツィナの気候 | カツィナの気候 | カツィナの気候 | カツィナの気候 | カツィナの気候 | カツィナの気候 |
| 月                           | 1月            | 2月            | 3月            | 4月            | 5月            | 6月            | 7月            | 8月            | 9月            | 10月           | 11月           | 12月           | 年             |
| ---------------------------- | -------------- | -------------- | -------------- | -------------- | -------------- | -------------- | -------------- | -------------- | -------------- | -------------- | -------------- | -------------- | -------------- |
| 最高気温記録 °C （°F）       | 36.7 (98.1)    | 39.4 (102.9)   | 41.7 (107.1)   | 42.2 (108)     | 42.2 (108)     | 41.1 (106)     | 36.1 (97)      | 33.3 (91.9)    | 35.0 (95)      | 37.2 (99)      | 37.2 (99)      | 36.7 (98.1)    | 42.2 (108)     |
| 平均最高気温 °C （°F）       | 30.1 (86.2)    | 32.8 (91)      | 36.4 (97.5)    | 38.6 (101.5)   | 37.8 (100)     | 34.6 (94.3)    | 30.8 (87.4)    | 28.8 (83.8)    | 30.9 (87.6)    | 34.0 (93.2)    | 33.1 (91.6)    | 30.2 (86.4)    | 33.2 (91.8)    |
| 日平均気温 °C （°F）         | 21.1 (70)      | 23.6 (74.5)    | 27.8 (82)      | 30.8 (87.4)    | 31.0 (87.8)    | 28.6 (83.5)    | 25.9 (78.6)    | 24.6 (76.3)    | 25.8 (78.4)    | 26.7 (80.1)    | 24.1 (75.4)    | 21.2 (70.2)    | 25.9 (78.6)    |
| 平均最低気温 °C （°F）       | 12.0 (53.6)    | 14.3 (57.7)    | 19.1 (66.4)    | 23.1 (73.6)    | 24.2 (75.6)    | 22.7 (72.9)    | 21.1 (70)      | 20.6 (69.1)    | 20.7 (69.3)    | 19.3 (66.7)    | 15.1 (59.2)    | 12.1 (53.8)    | 18.7 (65.7)    |
| 最低気温記録 °C （°F）       | 5.0 (41)       | 5.6 (42.1)     | 4.4 (39.9)     | 11.7 (53.1)    | 18.3 (64.9)    | 16.7 (62.1)    | 15.0 (59)      | 16.7 (62.1)    | 16.7 (62.1)    | 8.3 (46.9)     | 5.6 (42.1)     | 5.6 (42.1)     | 4.4 (39.9)     |
| 降水量 mm （inch）           | 0.5 (0.02)     | 0.5 (0.02)     | 0.5 (0.02)     | 5.0 (0.197)    | 56.0 (2.205)   | 84.0 (3.307)   | 185.0 (7.283)  | 274.0 (10.787) | 127.0 (5)      | 10.0 (0.394)   | 0.0 (0)        | 0.0 (0)        | 742.0 (29.213) |
| 平均降水日数 （≥0.3 mm）     | 0              | 0              | 0              | 1              | 5              | 8              | 15             | 17             | 13             | 2              | 0              | 0              | 61             |
| % 湿度                       | 39             | 32             | 28             | 41             | 62             | 77             | 88             | 93             | 92             | 76             | 49             | 44             | 60             |
| 平均月間日照時間             | 279.0          | 257.1          | 257.3          | 261.0          | 288.3          | 267.0          | 244.9          | 220.1          | 246.0          | 285.2          | 285.0          | 275.9          | 3,166.8        |
| 平均日照時間                 | 9.0            | 9.1            | 8.3            | 8.7            | 9.3            | 8.9            | 7.9            | 7.1            | 8.2            | 9.2            | 9.5            | 8.9            | 8.6            |
| 出典：Deutscher Wetterdienst |                |                |                |                |                |                |                |                |                |                |                |                |                |

## 著名人
- ウマル・ヤラドゥア(Umaru Musa Yar'Adua)(1951年 - 2010年)：ナイジェリア第13代大統領(2007年 - 2010年)